# 雄勝大須テレビ中継局
雄勝大須テレビ中継局（おがつおおすテレビちゅうけいきょく）は、宮城県石巻市の旧雄勝町に置かれていたテレビ中継局。

## 中継局概要

### アナログ放送
| 放送局名          | チャンネル | 空中線電力          | ERP                  | 放送対象地域 | 放送区域内世帯数 |
| KHB東日本放送     | 51ch       | 映像100mW /音声25mW | 映像600mW /音声150mW | 宮城県       | 200世帯          |
| MMT宮城テレビ放送 | 53ch       | 映像100mW /音声25mW | 映像600mW /音声150mW | 宮城県       | 200世帯          |
| OX仙台放送        | 55ch       | 映像100mW /音声25mW | 映像600mW /音声150mW | 宮城県       | 200世帯          |
| TBC東北放送       | 57ch       | 映像100mW /音声25mW | 映像600mW /音声150mW | 宮城県       | 200世帯          |
| NHK仙台総合テレビ | 59ch       | 映像100mW /音声25mW | 映像600mW /音声150mW | 宮城県       | 200世帯          |
| NHK仙台教育テレビ | 61ch       | 映像100mW /音声25mW | 映像600mW /音声150mW | 全国         | 200世帯          |

- 当初、全国一斉の2011年7月24日で廃局となる予定だったが、同年3月11日に発生した東北地方太平洋沖地震（東日本大震災）の影響により、アナログ停波が、2012年3月31日まで延期された。

### デジタル放送
- デジタル放送は共聴新設によりカバーすることとされたため、中継局は設置されていない[1]。

## 所在地
- 石巻市雄勝町大須

## 放送エリア
- 仙台本局からの電波が届きにくい石巻市の旧雄勝町域をカバーしていた。